# Портрет на Филип II
„Портрет на Филип II“ (на италиански: Ritratto di Filippo II) е картина на италианския художник Тициан от средата на 16 век. Картината (187х98,5 см) е изложена в Зала 2 на Национален музей „Каподимонте“ в Неапол. Използваната техника е маслени бои върху платно.

## История
Не е известна годината, в която Тициан рисува картината, тъй като художникът среща два пъти Филип II Испански. Първият път през 1549 г., при посещението на Филип II Испански в Милано, а втория път между 1550 – 1551 г. в Аугсбург, от което се стига до извода, че картината е рисувана в средата на 16 век.
Имайки предвид и възрастта, на която е изобразен Филип II Испански, може да се предположи, че тя е нарисувана през 1554 г. Също така не е известно и как е попаднала в Колекция „Фарнезе“, но като част от колекцията тя пристига в Неапол, в Музей „Каподимонте“.

## Описание
Филип II Испански е изобразен изправен, облечен в кралски дрехи и на врата му се вижда окачен Орденът на Златното руно. Изразът на лицето му е внимателен и тъжен, почти меланхоличен, типичен за суверена, а фонът е едноцветен, монохромен. Копие на картината,  нарисувано от Тициан, се намира в Палацо Пити, Флоренция.